# 마르티니크의 캉통
프랑스령 마르티니크에는 총 45개의 캉통이 속해 있었다. 2015년 마르티니크 지역의회와 국민의회가 폐지되고 마르티니크 의회로 개편되면서 이들 캉통은 모두 폐지, 역사 속으로 사라졌다.

## 포르드프랑스 아롱디스망(16개)
- 포르드프랑스 제1캉통
- 포르드프랑스 제2캉통
- 포르드프랑스 제3캉통
- 포르드프랑스 제4캉통
- 포르드프랑스 제5캉통
- 포르드프랑스 제6캉통
- 포르드프랑스 제7캉통
- 포르드프랑스 제8캉통
- 포르드프랑스 제9캉통
- 포르드프랑스 제10캉통
- 르라망탱 제1캉통 쉬드부르
- 르라망탱 제2캉통 노르
- 르라망탱 제3캉통 에스트
- 생조제프 캉통
- 셸셰르 제1캉통
- 셸셰르 제2캉통

## 라트리니테 아롱디스망(11개)
- 라주파부이용 캉통
- 바스푸앵트 캉통
- 그로모른 캉통
- 르로랭 캉통
- 마쿠바 캉통
- 르마리고 캉통
- 르로베르 제1캉통 쉬드
- 르로베르 제2캉통 노르
- 생트마리 제1캉통 노르
- 생트마리 제2캉통 쉬드
- 라트리니테 캉통

## 르마랭 아롱디스망(13개)
- 레장스다를레 캉통
- 르디아망 캉통
- 뒤코 캉통
- 르프랑수아 제1캉통 노르
- 르프랑수아 제2캉통 쉬드
- 르마랭 캉통
- 리비에르필로트 캉통
- 리비에르살레 캉통
- 생트안 캉통
- 생트뤼스 캉통
- 생테스프리 캉통
- 레트루아질레 캉통
- 르보클랭 캉통

## 생피에르 아롱디스망(5개)
- 르카르베 캉통
- 카즈필로트벨퐁텐 캉통
- 르모른루주 캉통
- 르프레쇠르 캉통
- 생피에르 캉통